# Milan Peschel

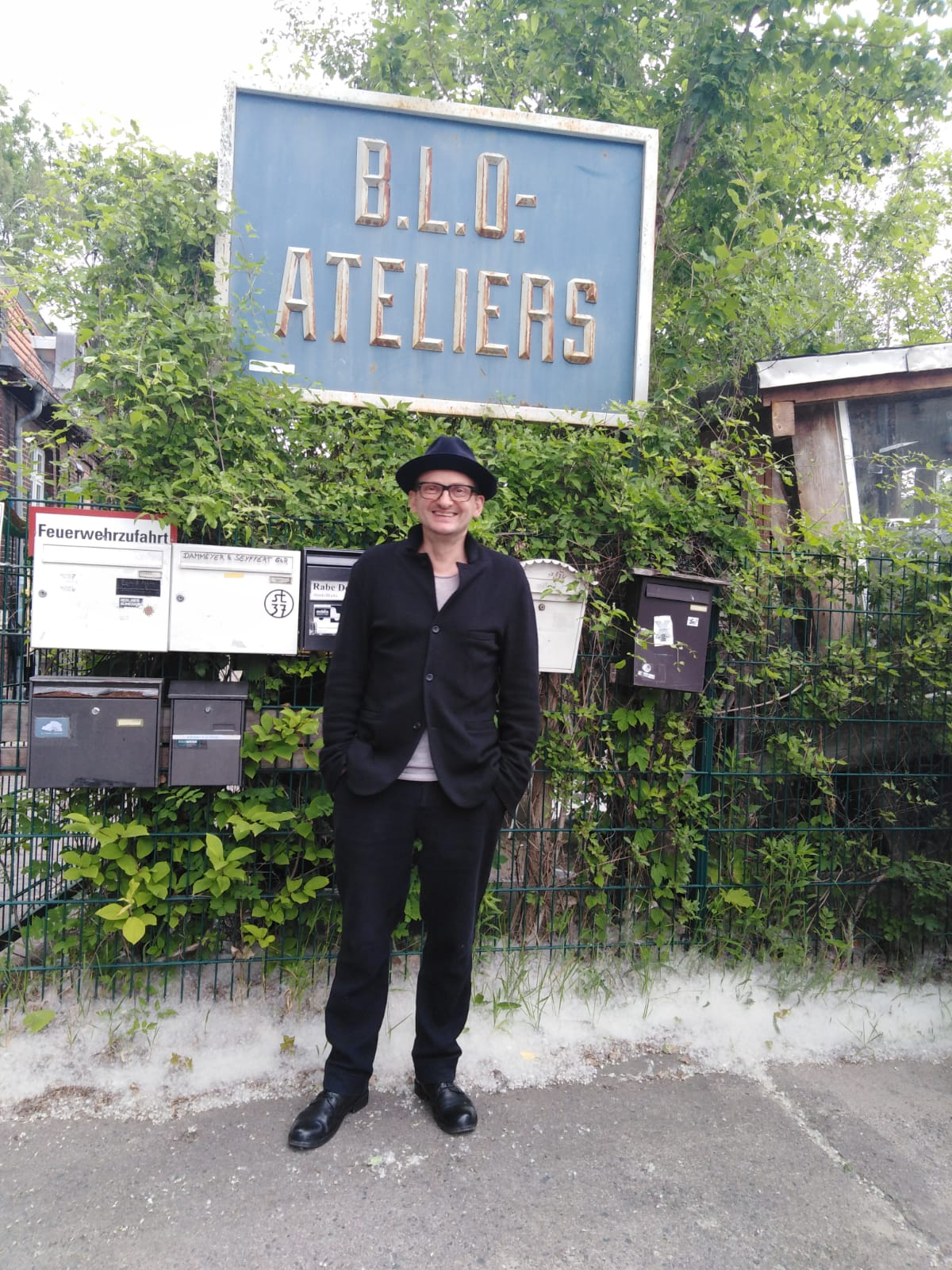
Milan Peschel (2019)

Milan Peschel (* 17. Januar 1968 in Ost-Berlin) ist ein deutscher Schauspieler und Regisseur.

## Leben
Peschel wurde als Sohn eines Lehrers und einer Modejournalistin in Ost-Berlin geboren und wuchs in den Stadtteilen Lichtenberg und Friedrichshain auf. Er absolvierte von 1984 bis 1986 eine Ausbildung als Theatertischler an der Deutschen Staatsoper Berlin und arbeitete bis 1991 als Bühnentechniker an der Volksbühne Berlin. Peschel besuchte von 1991 bis 1995 die Hochschule für Schauspielkunst Ernst Busch. Er war von 1997 bis 2008 als Ensemblemitglied an der Volksbühne Berlin in vielen Inszenierungen der Regisseure Frank Castorf und Dimiter Gotscheff zu sehen; 2001 bis 2003 war er Gast am Thalia Theater Hamburg. Seit 2007 inszeniert Peschel als Regisseur am Maxim-Gorki-Theater Berlin und am Theater an der Parkaue. Milan Peschel ist als Sprecher an vielen Hörspielproduktionen beteiligt gewesen, insbesondere unter der Regie von Paul Plamper.
Für seine Hauptrolle eines tumorkranken Vaters in dem Drama Halt auf freier Strecke unter der Regie von Andreas Dresen wurde Peschel mit dem Bayerischen Filmpreis 2011 und dem Deutschen Filmpreis 2012 ausgezeichnet. Eine weitere Nominierung erhielt er 2021 für seine Nebenrolle in Je suis Karl.
Peschel lebt in Berlin. Er ist verheiratet und hat eine Tochter und einen Sohn.

## Filmografie (Auswahl)

### Kino
- 2005: Netto
- 2006: Lenz
- 2006: Schwarze Schafe
- 2006: Leben mit Hannah (Regie: Erica von Moeller)
- 2007: Das wilde Leben
- 2007: AlleAlle (Regie: Pepe Planitzer)
- 2007: Hände weg von Mississippi
- 2007: Free Rainer – Dein Fernseher lügt
- 2009: Mitte Ende August
- 2009: 12 Meter ohne Kopf
- 2010: Boxhagener Platz
- 2010: Jud Süß – Film ohne Gewissen
- 2010: Das rote Zimmer
- 2011: Der ganz große Traum
- 2011: Halt auf freier Strecke
- 2011: What a Man
- 2011: Rubbeldiekatz
- 2012: Die Abenteuer des Huck Finn
- 2013: Schlussmacher
- 2014: Nicht mein Tag
- 2014: Vaterfreuden
- 2014: Irre sind männlich (Regie: Anno Saul)
- 2014: Rico, Oskar und die Tieferschatten
- 2014: Bibi & Tina: Voll verhext!
- 2015: Der Nanny
- 2015: Rico, Oskar und das Herzgebreche
- 2015: Desaster
- 2015: Ich und Kaminski
- 2016: Rico, Oskar und der Diebstahlstein
- 2016: Das kalte Herz
- 2016: Männertag
- 2017: Kundschafter des Friedens
- 2017: Timm Thaler oder das verkaufte Lachen
- 2017: Auf der anderen Seite ist das Gras viel grüner
- 2017: Der Hauptmann
- 2017: Rock My Heart – Mein wildes Herz
- 2017: Unter deutschen Betten
- 2018: Fünf Freunde und das Tal der Dinosaurier
- 2018: Jim Knopf und Lukas der Lokomotivführer
- 2018: Gundermann
- 2018: Klassentreffen 1.0 – Die unglaubliche Reise der Silberrücken
- 2018: Wuff – Folge dem Hund
- 2019: TKKG
- 2019: Mein Lotta-Leben – Alles Bingo mit Flamingo!
- 2019: Auerhaus
- 2020: Die Hochzeit
- 2020: Jim Knopf und die Wilde 13
- 2021: Je suis Karl
- 2021: Catweazle
- 2021: Beckenrand Sheriff
- 2021: Die Schule der magischen Tiere
- 2022: Die Schule der magischen Tiere 2
- 2022: Alle für Ella
- 2023: The Palace
- 2024: Die Schule der magischen Tiere 3
- 2025: The Exposure

### Fernsehen
- 2004: Stauffenberg
- 2005: Tatort: Leiden wie ein Tier (Fernsehreihe)
- 2006: Tatort: Pechmarie (Fernsehreihe)
- 2007: Polizeiruf 110: Farbwechsel (Fernsehreihe)
- 2008: Tatort: Unbestechlich (Fernsehreihe)
- 2010: Tatort: Weil sie böse sind (Fernsehreihe)
- 2010: Polizeiruf 110: Die Lücke, die der Teufel lässt (Fernsehreihe)
- 2014: Stubbe – Von Fall zu Fall: Der König ist tot (Fernsehreihe)
- 2014: Der Tatortreiniger (Fernsehserie, Folge Auftrag aus dem Jenseits)
- 2014: Von einem, der auszog, das Fürchten zu lernen
- 2014: Bornholmer Straße
- 2014: Tatort: Der Hammer (Fernsehreihe)
- 2016: Wir sind die Rosinskis
- 2016: Der Andere – eine Familiengeschichte
- 2016: Winnetou – Der Mythos lebt (Fernsehdreiteiler)
- 2016: Tatort: Zahltag (Fernsehreihe)
- 2017: Die Chefin (Fernsehserie, Folge Schwarze Schafe)
- 2017: Der Schweinehirt
- 2019: Tatort: Querschläger (Fernsehreihe)
- 2019: SCHULD nach Ferdinand von Schirach (Fernsehserie, Folge Lydia)
- 2019: Preis der Freiheit (Fernsehdreiteiler)
- 2019: Danowski – Blutapfel
- 2020: Altes Land (Fernsehzweiteiler)
- seit 2022: Doppelhaushälfte (Fernsehserie)
- 2023: Neue Geschichten vom Pumuckl (Fernsehserie)

### Musikvideos
- 2017: Mark Forster: Sowieso
- 2022: Knorkator: Die Welt wird nie wieder so wie sie vorher war

## Theaterrollen (Auswahl)
- 1995: Georg Büchner / Leonce und Lena Regie: Alexander Hawemann – Hans Otto Theater Potsdam
- 1995: Nigel Williams / Klassenfeind Regie: Aureliusz Smigiel – Hans Otto Theater Potsdam
- 1996: William Shakespeare / Hamlet (Titelrolle) Regie: Frank Lienert – Neue Bühne Senftenberg
- 1997: Richard O’Brien / The Rocky Horror Show (Riff Raff) Regie: Frank Lienert – Neue Bühne Senftenberg
- 1998: Jean-Paul Sartre / Die schmutzigen Hände Regie: Frank Castorf – Volksbühne Berlin
- 1999: Fjodor Dostojewski / Dämonen Regie: Frank Castorf – Volksbühne Berlin
- 2000: Werner Schwab / Volksvernichtung oder meine Leber ist sinnlos Regie: Thomas Bischoff – Volksbühne Berlin
- 2000: William Shakespeare / Hamlet (Titelrolle) Regie: Armin Petras – Staatstheater Kassel
- 2001: Fritz Kater / Fight City Regie: Armin Petras – Thalia Theater Hamburg
- 2001: Fjodor Dostojewski / Erniedrigte und Beleidigte Regie: Frank Castorf – Volksbühne Berlin
- 2002: Fritz Kater / Zeit zu leben, Zeit zu sterben Regie: Armin Petras – Thalia Theater Hamburg
- 2002: Andrej Nekrassow / Königsberg Regie: Andrej Nekrassow – Thalia Theater Hamburg
- 2002: Michail Bulgakow / Der Meister und Margarita Regie: Frank Castorf – Volksbühne Berlin
- 2003: Forever Young (nach Tennessee Williams) Regie: Frank Castorf – Volksbühne Berlin
- 2003: Bernard-Marie Koltès / Kampf des Negers und der Hunde Regie: Dimiter Gotscheff – Volksbühne Berlin
- 2004: Gier nach Gold (nach Frank Norris) Regie: Frank Castorf – Volksbühne Berlin
- 2005: Fjodor Dostojewski / Schuld und Sühne Regie: Frank Castorf – Volksbühne Berlin
- 2006: Das große Fressen (nach dem Film von Marco Ferreri) Regie: Dimiter Gotscheff – Volksbühne Berlin
- 2006: Bertolt Brecht / Im Dickicht der Städte Regie: Frank Castorf – Volksbühne Berlin
- 2007: Erich Kästner / Emil und die Detektive Regie: Frank Castorf – Volksbühne Berlin
- 2007: Nord (nach Louis-Ferdinand Céline) Regie: Frank Castorf – Volksbühne Berlin
- 2008: Leo Tolstoi / Anna Karenina Regie: Jan Bosse – Maxim Gorki Theater Berlin
- 2009: Rummelplatz (nach dem Roman von Werner Bräunig) Regie: Armin Petras – Maxim Gorki Theater Berlin
- 2010: Nach Moskau! Nach Moskau! (nach Anton Tschechow) Regie: Frank Castorf – Volksbühne Berlin
- 2013: Gladow-Bande / Regie: Jan Bosse – Maxim Gorki Theater Berlin
- 2016: Diskurs über die Serie und Reflexionsbude (Es beginnt erst bei Drei), die das qualifiziert verarscht werden great again gemacht hat etc. Kurz: Volksbühnen-Diskurs, Teil 1: Ich spreche zu den Wänden, Teil 2: Es beginnt erst bei Drei, von René Pollesch, Regie: René Pollesch – Volksbühne Berlin
- 2017: Der Hauptmann von Köpenick, Regie: Jan Bosse – Deutsches Theater Berlin
- 2017: Dark Star von René Pollesch, Regie: René Pollesch – Volksbühne Berlin

## Regiearbeiten
- 2006: Der Fischer und seine Frau – Theater an der Parkaue
- 2008: Das doppelte Lottchen / Erich Kästner – Theater an der Parkaue
- 2008: Macbeth / William Shakespeare – Teater Aalborg (Dänemark)
- 2010: Nora / Henrik Ibsen – Aarhus Teater (Dänemark)
- 2010: Die Glasmenagerie / Tennessee Williams – Maxim Gorki Theater Berlin[3]
- 2011: Das Gespenst von Canterville / Oscar Wilde – Theater an der Parkaue
- 2011: Być albo nie być / Nick Whitby nach dem Film von Ernst Lubitsch – Narodowy Stary Teatr Kraków
- 2011: Sein oder Nichtsein / Nick Whitby nach dem Film von Ernst Lubitsch – Maxim Gorki Theater Berlin[4]
- 2011: Manhattan Möwe / nach Woody Allen und Anton Tschechow – Theater am Neumarkt, Zürich
- 2012: Aus dem bürgerlichen Heldenleben / Carl Sternheim – Staatstheater Hannover
- 2012: Jeppe vom Berge / Ludvig Holberg – Aarhus Teater (Dänemark)
- 2012: Der kleine Bruder / Sven Regener – Maxim Gorki Theater Berlin
- 2012: Alles Gold was glänzt / Mario Salazar – Theater Heidelberg
- 2013: Juno und der Pfau / Sean O’Casey – Deutsches Theater Berlin
- 2014: Der Freund krank / Nis-Momme Stockmann – Deutsches Theater Berlin
- 2014: Das Mädchen Rosemarie / Soeren Voima nach Erich Kuby – Staatstheater Hannover
- 2015: Die Kassette / Carl Sternheim – Theater Heidelberg
- 2016: Tartuffe / Moliere – Betty Nansen Theater Kopenhagen
- 2017: Pünktchen und Anton / Erich Kästner – Theater an der Parkaue Berlin
- 2018: Mephisto / Klaus Mann – Staatstheater Hannover
- 2018: Arsen und Spitzenhäubchen / Joseph Kesselring – Theater Heidelberg
- 2018: Freiheit in Krähwinkel / Johann Nestroy – Schauspielhaus Bochum
- 2019: Die Letzten / Maxim Gorki – Schauspielhaus Magdeburg
- 2020: Die Umsiedlerin oder Das Leben auf dem Lande / Heiner Müller – Mecklenburgisches Staatstheater Schwerin
- 2023: House of Trouble / Milan Peschel und Ensemble nach Molière - Badisches Staatstheater Karlsruhe

## Hörspiele
- 2007: Alfred Döblin: Die Geschichte vom Franz Biberkopf – Regie: Kai Grehn (Hörspiel – SWR, RBB, BR)
- 2007: Christoph Kalkowski/Matthias Wittekindt: Der Kongreß der Supervisionäre (Siggi) – Regie: Christoph Kalkowski (Hörspiel – RBB)
- 2010: Laila Stieler: Ick bin nu mal Friseuse (Joe) – Bearbeitung und Regie: Judith Lorentz (Hörspiel – RBB)
- 2010: Jakob Arjouni: Der heilige Eddy (Brake) – Bearbeitung und Regie: Judith Lorentz (DKultur)
- 2012: Eva Lia Reinegger: Jähnickes Ohr – Regie: Stefanie Lazai (DKultur)
- 2013: E. M. Cioran: Vom Nachteil, geboren zu sein – Regie: Kai Grehn (Hörspiel – SWR)
- 2013: Paul Plamper: Der Kauf – Realisation: Paul Plamper (WDR/BR/DLF/Schauspiel Köln)
- 2013: Eva Lia Reinegger: Jähnicke schmeckt’s – Regie: Stefanie Lazai (Kriminalhörspiel – DKultur)
- 2014: Sarah Trilsch: Über uns die Lichter (Thomas) – Regie: Anouschka Trocker (Hörspiel – RBB)
- 2014: Torsten Schulz: Nilowsky (Reiner Nilowsky) – Bearbeitung: Andrea Czesienski, Regie: Judith Lorentz (Hörspiel – RBB)
- 2015: Eva Lia Reinegger: Jähnicke geht baden – Regie: Stefanie Lazai (Kriminalhörspiel – DKultur)

## Auszeichnungen
- 2006: Nominiert für den Deutschen Filmpreis als bester Hauptdarsteller in Netto
- 2010: Deutscher Fernsehkrimipreis – Sonderpreis für die herausragende Sonderleistung in Tatort – Weil sie böse sind
- 2010: Hessischer Fernsehpreis für seine Rolle in Weil sie böse sind
- 2012: Bayerischer Filmpreis für Halt auf freier Strecke
- 2012: Bester Darsteller für Halt auf freier Strecke beim Internationalen Filmfestival Las Palmas
- 2012: Deutscher Filmpreis als bester Hauptdarsteller in Halt auf freier Strecke